# Štefan iz Bizanca
Štefan Aleksandrijski (grško: Στέφανος ό Άλεξανδρεύς;  latinsko: Stephanus Alexandrinus, tudi Štefan iz Aleksandrije in Štefan iz Aten), bizantinski filozof, alkimist, astronom, matematik in zdravnik, * okoli 580, Atene, † okoli 642, Konstantinopel.
Štefan Aleksandrijski je eden izmed učiteljev v času bizantinskega cesarja Heraklija (610-641), ki je učil v Pandidaktorionu. Med drugim je poučeval nauke Platona in Aristotla ter imel vlogo predstavnika aleksandrijskega platonizma.

## Življenje
Štefan iz Aleksandrije se je rodil okoli leta 580 v Atenah. Izobraževal se je v novoplatonistični šoli v Aleksandriji. Takrat je dobil naslov filozofa (philósophos), po koncu šolanja pa je najverjetneje poučeval v Aleksandriji; glede na zgradbo njegovih lekcij naj bi pripadal šoli Olympiodorus.
Cesar Bizantinskega cesarstva, Heraklij, ga je kmalu po zasedbi prestola (leta 610) poklical v Konstantinopel. Tam je priznani filozof in astronom na univerzi v Konstantinoplu (Pandidaktírion) poleg naukov Aristotelove in Platonove filozofije učil tudi znanosti kvadriviuma, alkimijo in astrologijo. Prav tako je učil samega cesarja. V tem času mu je bil pripisan naslov »vesoljnega učitelja« (oikoumenikós didáskalos), predvsem zaradi izjemnega znanja naravoslovnih znanosti.
Med njegove znane učence spada Teodor iz Tavza, ki se je v Carigradu šolal okoli leta 620. Po nekaterih virih bi naj učil tudi anglosaškega škofa Aldhelma iz Sherborna, ki se je ponašal z visoko usposobljenostjo v astrologiji. Pripisano mu je tudi poučevanje armenskega filozofa Anania iz Širaka.
Umrl je leta 642 v Konstantinoplu.

## Delo
Štefan Aleksandrijski je bil najdejavnejši na področjih filozofije in astronomije. Njegovih avtorskih del skorajda ne poznamo, napisal pa je kar nekaj komentarjev del filozofov, zdravnikov, matematikov, astronomov in alkimistov.

### Filozofija
V času, ki ga je preživel v Konstantinoplu, je preučil tri Aristotelova dela. Kot avtor komentarja tretje knjige razprave O duši (De anima) je bil sprva priznan Filopon, Štefanov učenec, a so delo kasneje prisodili Štefanu. Poleg omenjene razprave je presojal tudi dve (De interpretatione in Analytica Priora) izmed šestih knjig iz zbirke Organon, ki govori o logiki. V komentarju se ni opredeljeval do Aristotelove doktrine, vendar je slednjo le primerjal z načeli aleksandrijskega platonizma.
Lotil naj bi se tudi uvoda v Kategorije, ki ga je napisal Porfirij, dasiravno ne velja za gotovega avtorja komentarja (sklep je bil narejen na podlagi izjemnega znanja medicine komentatorja).

### Alkimija
Edino njegovo znano avtorsko delo je nastalo na področju alkimije in ima naslov O veliki in sveti umetnosti izdelave zlata. Razdeljeno je na devet poglavij oziroma lekcij. Takšna zgradba naj bi bila značilna za aleksandrijsko šolo Olympiodorus. Delo se je soočilo z mnogimi kritikami zaradi retoričnega stila in pomanjkanja izvirnih matematičnih in alkimističnih idej. Domnevajo, da je avtor v delu želel ustvariti skupno teorijo iz več teorij predhodnih alkimistov.

### Astronomija
Astronomija velja za eno izmed najobsežnejših področij njegovega ustvarjanja. Svoja opazovanja je mnogokrat povezal z astrologijo in horoskopom. V enem izmed komentarjev na področju alkimije so zapisane ugotovitve ob opazovanju neba. Kasneje so astronomi ugotovili, da je bilo takšno podobo mogoče videti iz Konstantinopla med 26. majem in 3. junijem leta 617. Svoje znanje kvadriviuma je dokazal tudi z neobjavljenim komentarjem Ptolomajevih  Priročnih tabel, v katerem je vse podatke priredil na lego Konstantinopla namesto Aleksandrije. Izračunal je položaj Sonca, planetov, Lune in napovedal Lunine in Sončne mrke.

### Medicina
Pogosto je omenjeno njegovo odlično znanje medicine, med drugim je komentiral Hipokratove Aforizme in Prognostiko ter razpravo o terapevtiki Klavdija Galena.